# Липсток, Андрес
Андрес Липсток (эст. Andres Lipstok) (родился 6 февраля 1957 года в Хаапсалу) — эстонский экономический деятель и политик. Президент Банка Эстонии в 2005—2012.
Андрес Липсток в 1975 году окончил Хаапсалускую среднюю школу № 1. В том же году поступил в Тартуский университет на экономический факультет по специальности «Финансы и кредит». Университет окончил в 1980 году.
В период 1980—1983 гг. он работал в Хаапсалуском районом отделении Департамента финансов, а после в Плановом отделе того же района. В 1989 году занимал должность заместителя министра финансов ЭССР.
С 1989 по 1994 год являлся старейшиной уезда Ляэнемаа. В 1994—1995 гг. был министром финансов в правительстве Андреса Таранда, а в 1995—1996 гг. министром экономики в правительстве Тийта Вяхи. В период с 1995 по 2005 год являлся членом Рийгикогу VIII, IX и X созывов.
В ноябре 2004 года был избран вице-президентом Эстонского Олимпийского комитета.
7 марта 2005 года был избран первым заместителем председателя Рийгикогу. 24 марта был переизбран на этот пост повторно.
С 7 июня 2005 по 6 июня 2012 занимал пост президента Банка Эстонии. На данную должность он был избран советом Банка Эстонии 10 мая 2005 года.
В январе 2007 года Банк Эстонии выпустил в оборот новые денежные двух- и десятикроновые купюры, с более новыми элементами защиты. На новых денежных банкнотах присутствует подпись Андреса Липстока.
Андрес Липсток женат, имеет сына и дочь.